# Glenis Willmott
Glenis Willmott (ur. 4 marca 1951 w Horden w Durham) – brytyjska polityk, posłanka do Parlamentu Europejskiego VI, VII i VIII kadencji.

## Życiorys
W wieku 10 lat zamieszkała w Mansfield. Kształciła się tam oraz na Nottingham Polytechnic, gdzie studiowała nauki medyczne. W 1974 uzyskała certyfikat HNC w zakresie chemii klinicznej, a w 1984 z hematologii. W latach 1969–1987 prowadziła badania naukowe w zakresie medycyny. Od 1987 do 1990 była asystentem posła Alana Meale'a, a od 1990 do 2006 działała w związkach zawodowych.
Od 1989 do 1993 była radną hrabstwa Nottinghamshire. W 1990 została członkinią zarządu regionalnego Partii Pracy w East Midlands. Przez dwie kadencje była także przewodniczącą. W 2006 objęła mandat deputowanej do Parlamentu Europejskiego po śmierci Phillipa Whiteheada. Należała do Partii Europejskich Socjalistów. W 2009 uzyskała reelekcję, przystępując do nowo powołanej grupy o nazwie Postępowy Sojusz Socjalistów i Demokratów w Parlamencie Europejskim. W 2014 została wybrana na kolejną kadencję Europarlamentu. Zrezygnowała z mandatu w październiku 2017.
Odznaczona Orderem Imperium Brytyjskiego II klasy (2015).